# Plica plica
O tamaquaré (Plica plica (L.)), conhecido também na Amazônia como taquaré, é um réptil da família dos tropidurídeos. Se alimenta de artrópodes.

## Etimologia
"Tamaquaré" e "taquaré" se originaram do tupi tamakwa'ré. Plica é um termo latino que significa "desvio, desonestidade, tortuosidade, artimanhas".

## Influência na astronomia
No Brasil, os índios acreditam ver, na constelação de Cassiopeia, o desenho do tamaquaré: por esse motivo, essa constelação também é chamada de "tamaquaré" e "taquaré" nesse país.